# JetMagic
A JetMagic era uma companhia aérea irlandesa que operava entre 2003 e 2004. Oferecia voos de alto nível destinados a viajantes de negócios, mas com um pequeno prêmio acima das tarifas da classe econômica. As tarifas médias começaram em 75 euros e cresceram até 250 euros com base na demanda. A JetMagic vendeu-se com alta qualidade e toques extras, como oferecer um jornal gratuito a todos os passageiros, catering gratuito, sorvete, etc.

## Catacterísticas
A Jetmagic operou uma frota de duas aeronaves Embraer 145 e uma aeronave Embraer 135 para Belfast, Edimburgo e London City.
Após um período inicial com fatores de carga ruins, a JetMagic aumentou sua participação de mercado e ofereceu rotas que nenhuma outra companhia aérea oferecia na época. A companhia aérea operou uma mistura de rotas de negócios e lazer do Aeroporto de Cork.
A companhia ofereceu uma programação orientada para viajantes de negócios em várias rotas, incluindo um serviço diário duplo para o Aeroporto de Bruxelas durante a semana, com um serviço adicional de domingo à noite. Um serviço para o Aeroporto da Cidade de Belfast também foi operado duas vezes por dia durante a semana, com um serviço adicional de sábado pela manhã.
O serviço mais frequente era o Aeroporto da Cidade de Londres, que era servido três vezes ao dia durante a semana, com um serviço adicional de sábado de manhã e domingo à noite, em parte devido a restrições de fim de semana no Aeroporto da Cidade de Londres. No entanto, a companhia aérea teve que arrendar em tipos alternativos de aeronave em seus primeiros meses, uma vez que o Embraer 135 ainda não estava certificado para as operações do Aeroporto da Cidade de Londres.
Serviços adicionais para o Aeroporto de Liverpool e o Aeroporto de Edimburgo foram posteriormente adicionados.
A Jetmagic também operou várias rotas de lazer, incluindo Alicante, Nice e Barcelona, bem como Milão e Roma, todas operadas posteriormente pela Aer Lingus quando a Jetmagic faliu. Apenas Alicante e Barcelona permanecem em operação hoje. Todos esses serviços foram operados duas ou três vezes por semana durante a operação da Jetmagic. A companhia também operou rotas de lazer mais curtas, três vezes por semana, para Jersey e Nantes, de 24 de maio de 2003 a 17 de agosto.
Notou-se que durante o seu primeiro verão que as rotas do sol estavam se saindo muito bem com 90% de fatores de carga em alguns casos para Nice, Alicante e Barcelona.
A JetMagic encerrou inesperadamente as operações em 28 de janeiro de 2004, depois que um de seus aviões foi apreendido pela Aer Rianta por não pagamento de taxas de pouso. A companhia aérea suspendeu indefinidamente as operações, e muitos passageiros ficaram sem dinheiro pelo custo de seus ingressos. De fato, a JetMagic ainda aceitava reservas até cerca de trinta minutos antes que a notícia de sua dobra se quebrasse.
Após o desaparecimento da Jetmagic, os serviços do Aeroporto da Cidade de Belfast foram retomados e posteriormente cancelados pela Aer Arann. O serviço para o Aeroporto de Liverpool é operado pela Ryanair e a rota para o Aeroporto de Edimburgo é operada pela Aer Arann sob a franquia regional da Aer Lingus.
O balcão de atendimento ao cliente da JetMagic no Aeroporto de Cork permaneceu desocupado desde então e está ausente do novo terminal.